# Евангелие Генриха Льва

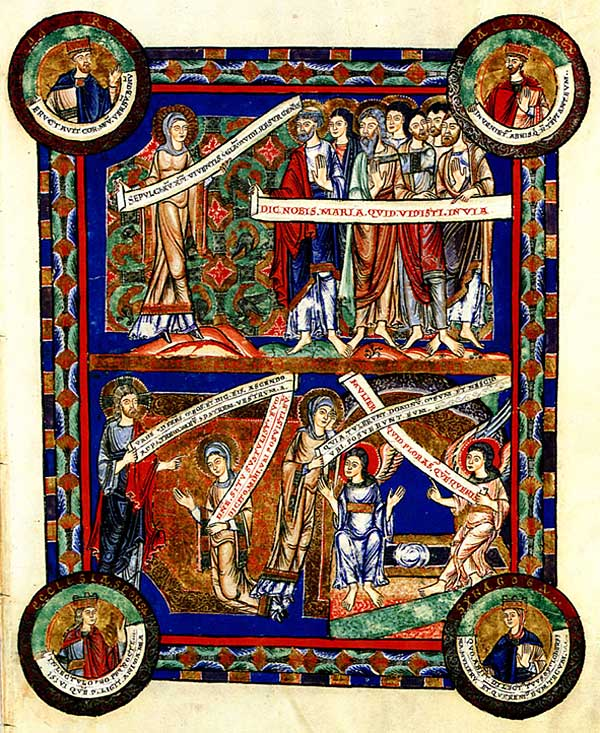
Страница Евангелия Генриха Льва

Рукописное издание Евангелия, сделанное примерно в 1188 году по заказу Генриха Льва (1129—1195), герцога Саксонии и Баварии, представителя династии Вельфов для алтаря Девы Марии в соборе Брауншвейга. Манускрипт содержит в себе четыре Евангелия, насчитывает 226 страничек, оформленных в уникальном романском стиле монахами и послушниками бенедиктинского аббатства Хельмарсхаузен, включает в себя 50 иллюстраций. Считается шедевром среди манускриптов XII в. 
После погибели Генриха Льва манускрипт длительное время числился утерянным. В XIX веке он был найден в Праге, в 1861 году его заполучил Георг V, король Ганновера, предком которого считается Генрих Лев. Пятью годами позднее Георг V был свергнут и бежал в Австрию и увез с собой манускрипт. Дальше след реликвии вновь был утерян, но в 1983 году неизвестный торговец выставил «Евангелие Генриха Льва» на торги дома Sothebys. В процессе аукциона его собственником стала Германия — в финансировании приобретения участвовало федеральное правительство, правительства Баварии и Нижней Саксонии, также фонд «Прусское культурное наследство». В текущее время манускрипт хранится в библиотеке имени барона Августа в городке Вольфенбюттель (Германия)

## Интересно
Евангелие было выкуплено правительством Германии на аукционе Сотбис в Лондоне в 1983 году за 11.7 млн долларов.